# Béni Mellal-Khénifra
Die Region Béni Mellal-Khénifra (arabisch بني ملال خنيفرة, marokkanisches Tamazight ⴱⵏⵉ ⵎⵍⵍⴰⵍ-ⵅⵏⵉⴼⵔⴰ Bni Mellal‑Xnifra) ist eine der – nach einer Verwaltungsreform im Jahr 2015 neu entstandenen – zwölf Regionen Marokkos und erstreckt sich im Norden des Königreichs. Der Name der Region leitet sich ab von den zwei großen Städten Beni-Mellal und Khénifra. Die Hauptstadt der Region ist die Stadt Beni-Mellal.

## Bevölkerung
In der gesamten Region Béni Mellal-Khénifra leben etwa 2,520 Millionen Menschen arabischer und berberischer Abstammung auf einer Fläche von rund 27.700 km². Ca. 1,282 Millionen Menschen leben in ländlichen Gebieten (communes rurales), ca. 1,238 Millionen Personen leben in Städten (municipalités).

## Provinzen
Die Region besteht aus folgenden Provinzen, deren Hauptstädte denselben Namen tragen:
- Provinz Azilal
- Provinz Béni Mellal
- Provinz Fquih Ben Salah
- Provinz Khénifra
- Provinz Khouribga